# 富兴街道
富兴街道，是中华人民共和国内蒙古自治区鄂尔多斯市东胜区下辖的一个乡镇级行政单位。

## 行政区划
富兴街道下辖以下地区：
沃热社区、果园社区、永宁社区、奥林社区、兴农社区、和睦社区、阳光社区、花苑社区和花苑社区。